# Vibilia longicarpus
Vibilia longicarpus is een vlokreeftensoort uit de familie van de Vibiliidae. De wetenschappelijke naam van de soort is voor het eerst geldig gepubliceerd in 1913 door Behning.